# Ancistrosoma arrowi
Ancistrosoma arrowi är en skalbaggsart som beskrevs av Augustin Ley 1923. Ancistrosoma arrowi ingår i släktet Ancistrosoma och familjen Melolonthidae. Inga underarter finns listade i Catalogue of Life.